# Ruscova
Ruscova es una comuna ubicada en el distrito de Maramureș, Rumania.

## Superficie
Cuenta con una superficie de 40,99 kilómetros cuadrados.

## Demografía
Hasta 2021 la población era de 5373 habitantes, con una densidad de población de 131,1 habitantes por kilómetro cuadrado.